# 希尔温托斯区
希尔温托斯区是立陶宛維爾紐斯縣内的市镇，行政中心为希爾溫托斯镇。市镇面積为906平方公里，2020年人口数量为15,076人。